# كريستيان فروست أولسن
كريستيان فروست أولسن (بالدنماركية: Kristian Frost)‏ هو لاعب إسكواش دنماركي، ولد في 9 فبراير 1989 في لندن في المملكة المتحدة.

## وصلات خارجية
- كريستيان فروست أولسن على موقع الاتحاد الدولي لمحترفي الاسكواش (مؤرشف) (الإنجليزية)
- كريستيان فروست أولسن على موقع SquashInfo.com (الإنجليزية)